# Paratype discalis
Paratype discalis là một loài bướm đêm thuộc phân họ Arctiinae, họ Erebidae.